# مطار سيدي إيفني
مطار سيدي إيفني (بالإنجليزية؛ Sidi Ifni Airport): (إياتا: SII، إيكاو: GMMF) هو مطار يقع في سيدي إفني، المغرب. وهو مغلق وخارج الخدمة كُليا بسبب تضرر مختلف بنياته التحتية بما فيها المدرج والمحطة الجوية، ويتم استخدام المطار حالياً فقط لهبوط وإقلاع المروحيات لنقل المرضى أو التدخل في حالات الكوارث الطبيعية.

## وصلات خارجية
- حالة الطقس في مطار سيدي إيفني.
- تاريخ الحوادث لـ (SII) على شبكة سلامة الطيران.